# Édouard de Saxe-Altenbourg
Édouard Charles Guillaume Christian de Saxe-Altenbourg, prince de Saxe-Hildburghausen puis prince de Saxe-Altenbourg (en allemand : Eduard von Sachsen-Altenburg), est né le 3 juillet 1804 à Hildburghausen, dans le duché de Saxe-Hildburghausen, et mort le 16 mai 1852 à Munich, dans le royaume de Bavière. 
Oncle maternel du roi Othon Ier de Grèce, il dirige le corps expéditionnaire bavarois présent dans le royaume hellène entre 1832 et 1843 et reçoit le titre de gouverneur de Nauplie.
En 1849, en qualité de commandement d'une division au service de la Confédération germanique, il se distingue dans la campagne de la première guerre de Schleswig menée contre le royaume de Danemark.

## Famille
Le prince Édouard est le dernier enfant du duc Frédéric Ier de Saxe-Hildburghausen (1763-1834) et de son épouse la princesse Charlotte de Mecklembourg-Strelitz (1769-1818), elle-même fille du duc Charles II de Mecklembourg-Strelitz.
Le 25 juillet 1835, Édouard épouse, à Sigmaringen, la princesse Amélie de Hohenzollern-Sigmaringen (Sigmaringen 30 avril 1815 - Sigmaringen 14 janvier 1841), fille du prince Charles de Hohenzollern-Sigmaringen (1785-1853). De ce mariage naissent quatre enfants, dont les deux derniers sont morts de la variole comme leur défunte mère :
- Thérèse de Saxe-Altenbourg (1836-1914), qui épouse, en 1864, le prince Auguste de Suède (1831-1873) ;
- Antoinette de Saxe-Altenbourg (1838-1908), qui s'unit, en 1854, à Frédéric Ier d'Anhalt (1831-1904) ;
- Louis de Saxe-Altenbourg (Bamberg 24 septembre 1839 - Munich 13 février 1844) ;
- Jean de Saxe-Altenbourg (Sigmaringen 8 janvier 1841 - Munich 25 février 1844).

Veuf, le prince se remarie, à Greiz, le 8 mars 1842 à la princesse Louise de Reuss-Greiz (Greiz 3 décembre 1822 - Ernstbrunn 28 mai 1875), fille du prince Henri XIX de Reuss-Greiz. De ce mariage naissent deux enfants :
- Albert de Saxe-Altenbourg (1843-1902), qui épouse, en 1885, Marie de Prusse (1855–1888) puis, en 1891, Hélène de Mecklembourg-Strelitz, dont deux filles du premier mariage ;
- Marie-Gasparine de Saxe-Altenbourg (1845-1930), qui épouse, en 1869, Charles-Gonthier de Schwarzbourg-Sondershausen.

## Biographie

### Études
À l'instar de son frère Frédéric, après une instruction dispensée dans la maison paternelle, il effectue, à partir de 1811, ses études à l'Institut de Philipp Emanuel von Fellenberg à Hofwil, en Suisse.

### Au service de la Bavière
Frère de la reine Thérèse de Saxe-Hildburghausen, il est nommé par le roi Louis Ier de Bavière pour diriger les 20 000 soldats qui composent le corps expéditionnaire bavarois qui accompagne le jeune Othon Ier de Grèce en 1832. Il conserve cette fonction jusqu'en 1843 et reçoit, par ailleurs, le titre de gouverneur de Nauplie.
En 1848, Édouard devient gouverneur de Munich. À la suite des Printemps des peuples et de l'abdication du roi de Bavière, remplacé par son frère Maximilien, Édouard reçoit le commandement d'une division de cavalerie. En 1849, lorsque l'Allemagne prétend constituer l'indépendance du duché de Holstein et incorporer le duché de Schleswig dans la Confédération germanique, le gouvernement bavarois confie à Édouard le commandement d'une division destinée à marcher contre le Danemark. Il se distingue dans cette campagne de la première guerre de Schleswig, notamment à l'assaut des remparts de Duppeln le 13 avril 1849.

### Mort et funérailles
Après une chute de cheval advenue lors d'un voyage en Grèce, Édouard de Saxe-Altenbourg souffre d'une maladie de la moëlle épinière et s'alite le 13 janvier 1852 pour ne plus se relever car il est également atteint d'une inflammation de la plèvre qui produit une hydropisie de poitrine. Il meurt, à l'âge de 47 ans, le 16 mai suivant dans la villa de sa sœur la reine Thérèse, à Munich. Son corps est ensuite transporté au château de Hambach à Munich, pour y être autopsié. Les médecins constatent l'existence de cinq mesures d'eau dans la poitrine. Le corps du défunt est ensuite exposé sur un lit de parade, ainsi qu'il est d'usage en Saxe et en Bavière lors de la mort d'un membre de la famille royale. Son cercueil est ensuite convoyé par chemin de fer, en présence de toutes les autorités militaires et civiles. Au moment du départ du train, les troupes tirent en l'honneur du défunt plusieurs salves de mousqueterie. Il est inhumé dans la chapelle sépulcrale où reposent ses ancêtres à Altenbourg,,.

## Honneurs
- Chevalier de l'ordre de Saint-Hubert (Bavière) ;
- Grand-croix de l'ordre du mérite civil de la Couronne de Bavière ;
- Grand-croix de l'ordre du Sauveur (royaume de Grèce) ;
- Grand-croix de l'ordre de Louis Ier de Hesse ;
- Croix d'honneur de 1re classe de l'ordre de Hohenzollern ;
- Chevalier de l'ordre de l'Aigle noir (Prusse) ;
- Grand-croix de l'ordre de la Couronne de Rue (Saxe) ;
- Grand-croix de l'ordre de la Maison ernestine de Saxe (duchés saxons).

## Ascendance
|  |                                                     |  |  |  |  |  |  |  |  |  |  |  |  |
|  | 8. Ernest-Frédéric II de Saxe-Hildburghausen        |  |  |  |  |  |  |  |  |  |  |  |  |
|  |                                                     |  |  |  |  |  |  |  |  |  |  |  |  |
|  |                                                     |  |  |  |  |  |  |  |  |  |  |  |  |
|  | 4. Ernest-Frédéric III de Saxe-Hildburghausen       |  |  |  |  |  |  |  |  |  |  |  |  |
|  |                                                     |  |  |  |  |  |  |  |  |  |  |  |  |
|  |                                                     |  |  |  |  |  |  |  |  |  |  |  |  |
|  | 9. Caroline d'Erbach-Fürstenau                      |  |  |  |  |  |  |  |  |  |  |  |  |
|  |                                                     |  |  |  |  |  |  |  |  |  |  |  |  |
|  |                                                     |  |  |  |  |  |  |  |  |  |  |  |  |
|  | 2. Frédéric Ier de Saxe-Hildburghausen              |  |  |  |  |  |  |  |  |  |  |  |  |
|  |                                                     |  |  |  |  |  |  |  |  |  |  |  |  |
|  |                                                     |  |  |  |  |  |  |  |  |  |  |  |  |
|  | 10. Ernest-Auguste Ier de Saxe-Weimar-Eisenach      |  |  |  |  |  |  |  |  |  |  |  |  |
|  |                                                     |  |  |  |  |  |  |  |  |  |  |  |  |
|  |                                                     |  |  |  |  |  |  |  |  |  |  |  |  |
|  | 5. Ernestine de Saxe-Weimar-Eisenach                |  |  |  |  |  |  |  |  |  |  |  |  |
|  |                                                     |  |  |  |  |  |  |  |  |  |  |  |  |
|  |                                                     |  |  |  |  |  |  |  |  |  |  |  |  |
|  | 11. Sophie-Charlotte de Brandebourg-Bayreuth        |  |  |  |  |  |  |  |  |  |  |  |  |
|  |                                                     |  |  |  |  |  |  |  |  |  |  |  |  |
|  |                                                     |  |  |  |  |  |  |  |  |  |  |  |  |
|  | 1. Édouard de Saxe-Altenbourg                       |  |  |  |  |  |  |  |  |  |  |  |  |
|  |                                                     |  |  |  |  |  |  |  |  |  |  |  |  |
|  |                                                     |  |  |  |  |  |  |  |  |  |  |  |  |
|  | 12. Charles-Louis-Frédéric de Mecklembourg-Strelitz |  |  |  |  |  |  |  |  |  |  |  |  |
|  |                                                     |  |  |  |  |  |  |  |  |  |  |  |  |
|  |                                                     |  |  |  |  |  |  |  |  |  |  |  |  |
|  | 6. Charles II de Mecklembourg-Strelitz              |  |  |  |  |  |  |  |  |  |  |  |  |
|  |                                                     |  |  |  |  |  |  |  |  |  |  |  |  |
|  |                                                     |  |  |  |  |  |  |  |  |  |  |  |  |
|  | 13. Élisabeth-Albertine de Saxe-Hildburghausen      |  |  |  |  |  |  |  |  |  |  |  |  |
|  |                                                     |  |  |  |  |  |  |  |  |  |  |  |  |
|  |                                                     |  |  |  |  |  |  |  |  |  |  |  |  |
|  | 3. Charlotte de Mecklembourg-Strelitz (1769-1818)   |  |  |  |  |  |  |  |  |  |  |  |  |
|  |                                                     |  |  |  |  |  |  |  |  |  |  |  |  |
|  |                                                     |  |  |  |  |  |  |  |  |  |  |  |  |
|  | 14. Georges-Guillaume de Hesse-Darmstadt            |  |  |  |  |  |  |  |  |  |  |  |  |
|  |                                                     |  |  |  |  |  |  |  |  |  |  |  |  |
|  |                                                     |  |  |  |  |  |  |  |  |  |  |  |  |
|  | 7. Frédérique de Hesse-Darmstadt                    |  |  |  |  |  |  |  |  |  |  |  |  |
|  |                                                     |  |  |  |  |  |  |  |  |  |  |  |  |
|  |                                                     |  |  |  |  |  |  |  |  |  |  |  |  |
|  | 15. Marie-Louise de Leiningen-Dagsbourg-Falkenbourg |  |  |  |  |  |  |  |  |  |  |  |  |
|  |                                                     |  |  |  |  |  |  |  |  |  |  |  |  |
|  |                                                     |  |  |  |  |  |  |  |  |  |  |  |  |